# Pedro Ochoa
Pedro Ochoa Baigorri (ur. 22 lutego 1900 w Avellanedzie, zm. 5 września 1947 w Tandil) – piłkarz argentyński, napastnik.
Urodzony w Avellaneda Ochoa rozpoczął karierę piłkarską w 1916 roku w klubie Racing Club de Avellaneda. Razem z Racingiem 6 razy zdobył mistrzostwo Argentyny – w 1916, 1917, 1918, 1919, 1921 i 1925. Ponadto w 1920 został wicemistrzem Argentyny.
Jako gracz klubu Racing wziął udział w turnieju Copa América 1927, gdzie Argentyna zdobyła mistrzostwo Ameryki Południowej. Ochoa zagrał tylko w meczu z Boliwią.
Był w składzie reprezentacji podczas Igrzysk Olimpijskich w 1928 roku, gdzie Argentyna zdobyła srebrny medal. Ochoa nie zagrał w żadnym meczu.
Ochoa pozostał wierny barwom Racingu do końca kariery w 1931 roku.
Łącznie w latach 1927–1928 Ochoa rozegrał w reprezentacji Argentyny 2 mecze, w których nie zdobył żadnej bramki.
Zmarł 5 września 1947 roku w Tandil.